# Avencó
Avencó és un disseminat del municipi d'Aiguafreda (Osona) i no consta com a nucli de població el 2020, Està situat al marge dret de la riera de l'Avencó, entre la Bauma i l'església de Sant Salvador de l'Avencó, molt a prop del nucli urbà i del límit amb el terme municipal de Tagamanent. De fet, la riera de l'Avencó fa de frontera dels dos municipis. El carrer Avencó, al llarg de la riera, uneix les diverses cases amb el centre del poble.